# Harry von Zell
Harry Rudolph von Zell (ur. 11 lipca 1906 w Indianapolis, zm. 21 listopada 1981 w Los Angeles) – amerykański spiker radiowy, komik i aktor.

## Wybrana filmografia
radio
- 1945–1947: The Joan Davis Show jako spiker Harry von Zell

seriale
- 1950: The George Burns and Gracie Allen Show jako Harry von Zell
- 1957: Wagon Train jako Nathaniel Ferguson / Fred McDermott / John Sherman / Henry Baffle
- 1962: McHale's Navy jako Vice Admirał Parker

film
- 1945: The Strange Affair of Uncle Harry jako Ben
- 1947: The Guilt of Janet Ames jako Carter
- 1950: Na krawędzi prawa jako Pan Morrison
- 1952: Syn Bladej Twarzy jako Pan Stoner, bankier
- 1975: Ellery Queen jako Announcer

## Wyróżnienia
Posiada swoją gwiazdę na Hollywoodzkiej Alei Gwiazd.